# النا کرییونوسوا
النا کرییونوسوا (انگلیسی: Elena Krivonosova؛ زادهٔ ۲۴ ژوئن ۱۹۷۲) بازیکن والیبال اهل اوکراین است.